# Serrat de Puiglluçà
El Serrat de Puiglluçà és una serra situada al municipi de Sant Feliu Sasserra (Bages), amb una elevació màxima de 579 metres.